# Plastyka i Wychowanie
Plastyka i Wychowanie – dwumiesięcznik dla nauczycieli plastyki, wydawany od stycznia 1991 do marca 2000 przez Wydawnictwa Szkolne i Pedagogiczne (WSiP).
Pierwszy numer ukazał się w styczniu 1991 z przekształcenia Plastyki w Szkole, wydawanej w latach 1961-1990 najpierw przez Państwowe Zakłady Wydawnictw Szkolnych, a potem przez WSiP. W marcu 2000 ukazał się ostatni numer tego dwumiesięcznika (jako numer 2-3/2000). Przez cały czas wydawania redaktorem naczelnym był Jacek Bukowski.